# 路易吉·基纳佐
路易吉·基纳佐（義大利語：Luigi Chinazzo，1932年7月18日—2000年1月19日），意大利男子摔跤运动员。他曾代表意大利参加世界摔跤锦标赛，获得一枚铜牌。他也曾参加1956年和1960年夏季奥林匹克运动会。